# Котбусский государственный театр
Котбусский государственный театр (нем. Staatstheater Cottbus) — единственный государственный театр в земле Бранденбург (Германия). Расположен в городе Котбусе. Является многожанровым: помимо драматических постановок, здесь проходят концерты, ставятся оперы, оперетты, мюзиклы и балеты.

## История
Благодаря благоприятной экономической ситуации, связанной с развитием текстильной промышленности Котбуса, в 1905 году властями города было принято решение на месте Рынка крупного рогатого скота построить театр. Площадь, на которой должен был появиться театр, была переименована в честь Шиллера (по месту расположения главное здание театра также называют Большим домом на площади Шиллера (нем. Große Haus auf dem Schillerplatz)). Для строительства пригласили уже зарекомендовавшего себя к тому времени несколькими театрами в других городах архитектора Бернхарда Зеринга. Проектная стоимость строительства была определена в 800 000 марок, однако в итоге превысила миллион.
1 октября 1908 года, после шестнадцати месяцев строительства, театр был открыт постановкой по комедии Лессинга «Минна фон Барнхельм». Возглавил театр Макс Берг-Элерт.
Возглавивший в 1911 году театр Отто Мауренбрехер в 1912 году создал при театре оркестр и оперную труппу.
С 1981 по 1986 год здание было реконструировано. В 2006—2007 годы проходили ремонтные работы.
В 1992 году статус театра изменён с городского на государственный, единственный с таким статусом в земле Бранденбург. В этом же году его возглавил режиссёр Кристоф Шрот, проработавший в этом качестве до 2003 года, когда его сменил Мартин Шюлер.

## Архитектура

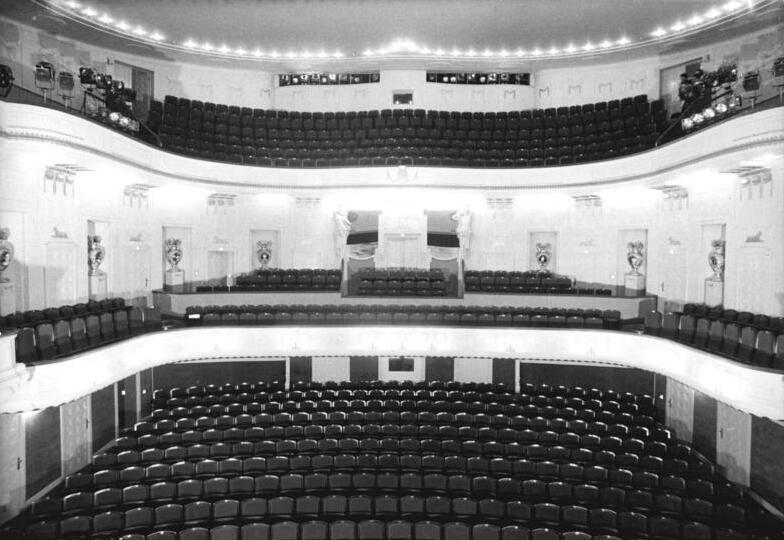
Интерьер театра (1986 год)

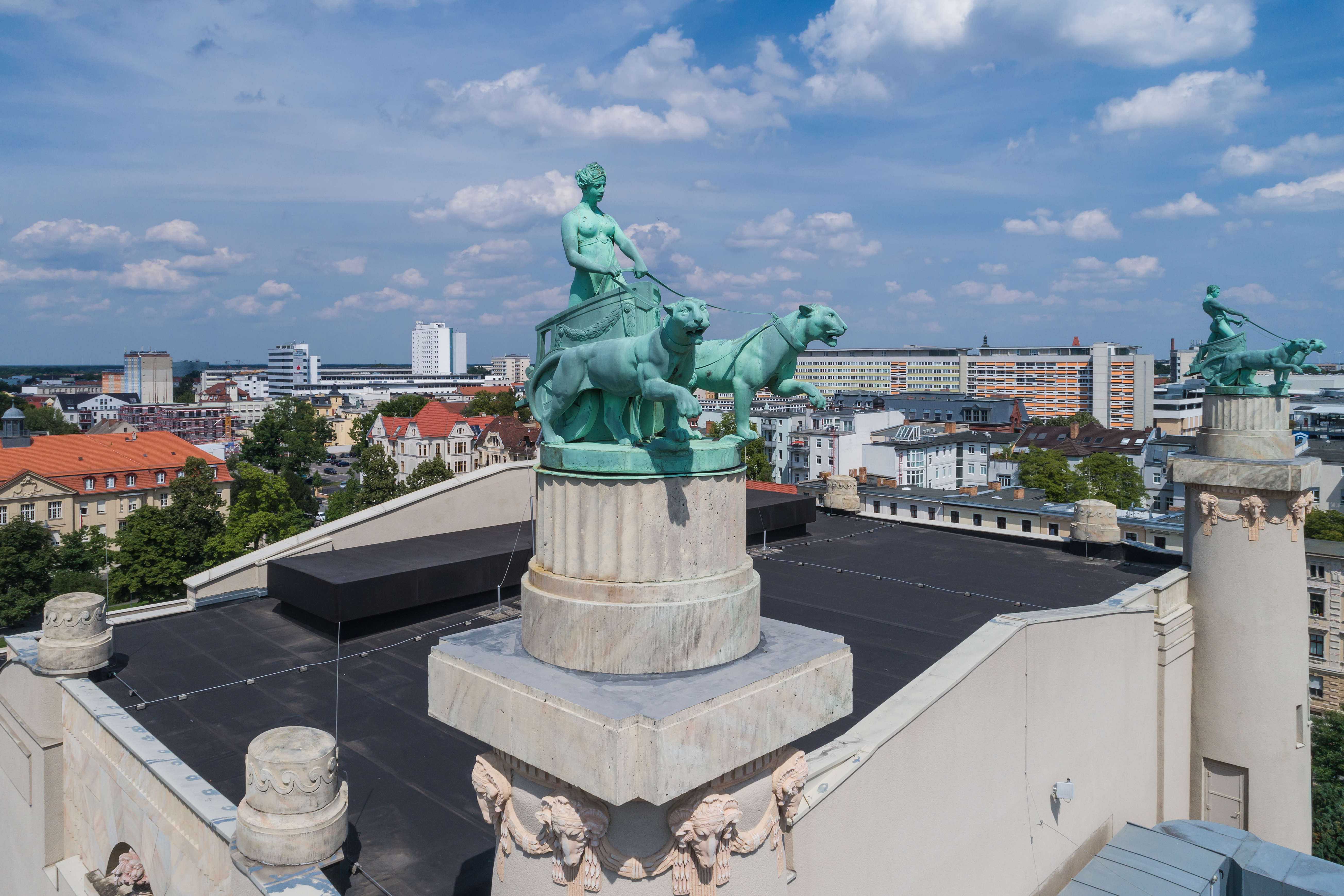
Скульптурная композиция на крыше

Бернхард Зеринг построил театр в югендстиле. Снаружи в оформлении театра использованы многочисленные животные: так, например, на крыше размещены запряжённые пантерами колесницы, львы размещены у фонтана у боковой стены и на крыше, а также использованы другие животные. Помимо этого, балконы украшены фигурами ангелочков и использованы многочисленные другие элементы декора, включая мотивы греческой мифологии. Над входом размещена надпись «Der Deutschen Kunst» (в переводе — «Немецкому искусству»).
Интерьеры театра перекликаются мотивами греческой мифологии и животных с фасадом. По сторонам от центральной кассы установлены бюсты Гёте и Шиллера. В отделке использован серый с белыми прожилками мрамор. Зал с красными бархатными креслами рассчитан на 620 зрителей.